# Dimitrie Brândză
Dimitrie (Demetrius) Brândză (n. 10/22 octombrie 1846, Bivolu, Botoșani, România – d. 3/15 august 1895, Slănic-Moldova, Bacău, România) a fost un medic, naturalist și botanist român, membru titular al Academiei Române. A fondat Grădina Botanică din București, care astăzi îi poartă numele.

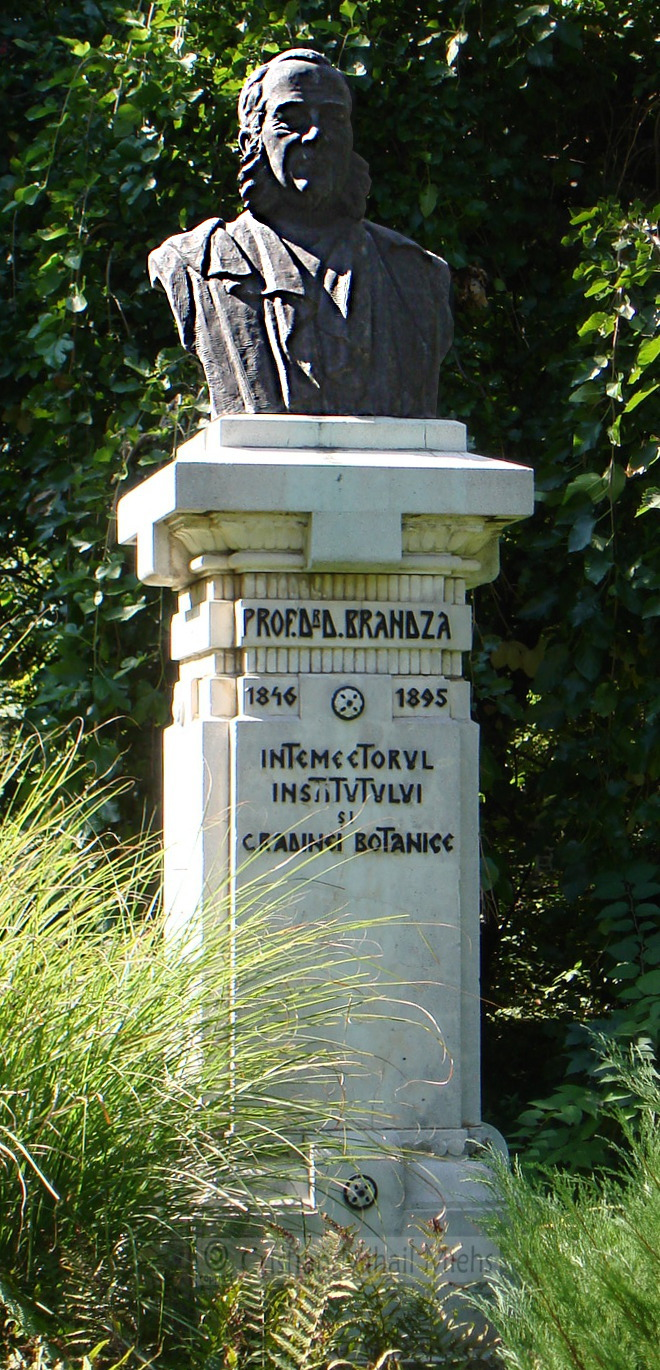
Bustul lui Dimitrie Brândză din Grădina Botanică din București

Născut pe plaiuri moldovene, după ce termină cursurile Academiei Mihăilene, absolvă pe cele ale Facultăților de Științe Naturale și Medicină ale Universității din Paris, obținând doctoratul, în 1869. Activează ca medic și profesor de botanică la Universitatea din Iași. Este numit custode al Muzeului de medici și naturaliști din Iași și are ocazia să studieze colecțiile muzeului de floră a Moldovei. În 1874, este transferat la Universitatea din București, la catedra de științe naturale, desfășurând o activitate multilaterală. Aici studiază colecțiile lui Dimitrie Grecescu, un alt fost director al grădinii botanice.
În 1875 începe să dezvolte colecția botanică a Facultății de Științe Naturale, iar un an mai târziu este ales membru al Societății Geografice Române. În 1879, în calitate de membru al Academiei Române își publică integral studiile. În 1882 obține de la ministrul educației, Petre S. Aurelian, dreptul de a înființa o secție botanică la Muzeul Național de Istorie Naturală „Grigore Antipa” din București.
Pasiunea pentru botanică este concretizată în 1882 când se desparte de catedra de istorie naturală a Facultății de Științe pentru a rămâne profesor de botanică la o catedră nou formată cu această ocazie. Elaborează manuale de zoologie, botanică și geologie. Este numit profesor și director al Grădinii Botanice. În 1884 un incendiu distruge întreaga colecție de plante de la Muzeul de Istorie Naturală, ceea ce determină guvernul să aloce fonduri pentru înființarea unei grădini botanice la Cotroceni. De menționat că gradina botanică din acea perioadă era poziționată între Palatul Universității și Biserica Rusă. În 1885 sunt începute primele lucrări la noua grădină din Cotroceni, fiind ridicată clădirea institutului botanic și amenajate grădinile din preajma sa.
Între anii 1881-1882, la solicitarea Academiei Române, Dimitrie Brândză a realizat o cercetare amănunțită a florei dobrogene, finalizată printr-o monografie botanică în două volume, prima din România care s-a ocupat de o regiune dată. Primul volum, Vegetațiunea Dobrogei, a fost publicat în 1884, iar cel de-al doilea, Flora Dobrogei, deși finalizat în 1887, în colaborare cu Florian Porcius, va fi tipărit în 1897, la doi ani după moartea autorului. În Flora Dobrogei sunt prezentate 1176 de specii clasificate în 476 de genuri și 97 de familii.
Este preocupat, de asemenea, de problemele sănătății publice, publicând lucrări despre folosirea unor plante în medicină și despre trichineloză. 
În 1895 Dimitrie Brândză moare la Slănic Moldova la numai 49 de ani.

## Opere
- „Considérations sur les ovaires infères” (1867);
- „Note sur le plusieurs Roses du Menyanthee” (1869);
- „Histoire botanique et thérapeutique des Gentianees employées en médecine” (teză de doctorat în medicină, Paris, 1869);
- „Curs elementar de istorie naturala” în 3 părți, Iași, 1873;
- „La nouvele école ou l'influence des travaux du professeur Baillon”, Iași, 1874;
- „Notă asupra originei botanice și a afinităților terapeutice a noului medicament Jaborandi”, București, 1875;
- „Fragmente din florea României”, București, 1876;
- „Numirile vulgare ale plantelor” (Revista literară și științifică, București, 1876;
- „Prodromul florei române”, 1879-1883;
- „Vegetația României și exploatării ei” (Analele Academiei române, seria a II-a, secția a II-a, 1881);
- „Vegetațiuniea Dobrogei cu 2 tab.” (Analele Academiei Române, 1884);
- „Contribuțiuni noui la florea României” (Analele Academiei Române, seria a II-a, tom XI, 1889);
- „Plante noui pentru florea Dobrogei”, (Analele Academiei Române, seria II, tom. XI, 1889);
- „Florea descriptivă a Dobrogei” (1891)[7].